# Herbert Eichhorn (Kunsthistoriker)
Herbert Eichhorn (* 1957 in Bad Wurzach) ist ein deutscher Kunsthistoriker.
Eichhorn studierte Kunstgeschichte, Neuere Geschichte und Empirische Kulturwissenschaft. Von 1988 bis September 2005 leitete Eichhorn die Städtische Galerie Bietigheim-Bissingen. Von Oktober 2005 bis Juli 2019 leitete Eichhorn das Kunstmuseum Reutlingen mit der umfassenden Grafiksammlung im Spendhaus. In seinen 14 Reutlinger Jahren hat Eichorn dort über 50 Ausstellungen kuratiert. Eichhorn gab Ende Juli 2019 seine Funktion als Museumsleiter in Reutlingen auf und wechselte in den Ruhestand.